# Municipalité (Palestine)
Une municipalité en Palestine (arabe : هيئة محلية) est une unité administrative du gouvernement local similaire à une ville. Elles ont été établies et décidées après la création du ministère du gouvernement local de l'Autorité nationale palestinienne en 1994. Toutes les municipalités sont mandatées par le ministère des collectivités locales. Les membres des conseils municipaux et les maires sont élus par les résidents de la localité concernée. Les municipalités sont divisées en quatre secteurs en fonction de leur population et de leur importance pour leur gouvernorat.

## Types de municipalités
Depuis 2000, l'organisation municipale définie par l'Autorité nationale palestinienne est la suivante :
| Type                                | nombre | Description | Administration                                                                                 |
| ----------------------------------- | ------ | --- | ---------------------------------------------------------------------------------------------- |
| Municipalité A Ville                | 14     | Municipalités primaires ou capitales de district des gouvernorats. Ces localités sont considérées comme des villes.                                                 | Leur conseil municipal est composé de treize membres et d'un président, en plus du maire élu.. |
| Municipalité B Ville ou bourg       | 41     | Municipalités dont la population est supérieure à 8 000 habitants ou qui ont eu une longue existence en tant que conseils locaux sous l'administration israélienne. | Leurs conseils municipaux sont composés de treize membres et d'un président.                   |
| Municipalité C Bourg                | 47     | Municipalités dont la population est comprise entre 4 000 et 8 000 habitants. La plupart ont été récemment approuvées par l'Autorité nationale palestinienne.       | Gouvernés par un conseil de onze membres.                                                      |
| Municipalité D Village              | 220    | Municipalités de plus de 1 000 habitants. | Gouvernés par un conseil de neuf membres.                                                      |
| Comité de développement local H (A) | 83     | Municipalités entre 1 000 habitants et 500 habitants. | Sept.                                                                                          |
| Comité de développement local H (B) | 65     | Municipalités de moins de 500 habitants. | Sept.                                                                                          |
|                                     | 470    | |                                                                                                |